# Enzo Coloni
Enzo Coloni, né le 17 octobre 1946, est un ancien pilote  et patron de l'écurie automobile Coloni qui a participé avec son écurie au championnat du monde de Formule 1 entre 1987 et 1991.